# أدولف (الدوق الأكبر)
أدولف من ناساو (أدولف فيلهلم فريدريش كارل أغسطس؛ 24 يوليو 1817 - 17 نوفمبر 1905) هو دوق ناساو (1866-1839)، وأول الدوق الأكبر للوكسمبورغ (1905-1890) من عائلة ناساو - فيلبيورخ.
أصبح أدولف دوقاً على ناساو بعد وفاة والده في عام 1839 حتى 1866، بحيث كان يؤيد الإمبراطورية النمساوية في حربها مع بروسيا في عام 1866، ومع خسارة النمسا الحرب خسر أدولف دوقيته أيضا.
في عام 1890 مع وفاة غيلاوم الثالث ملك هولندا والذي كان أيضا الدوق الأكبر للوكسمبورغ، ترك أبنة واحدة فيلهلمينا، كان الأراضي عائلة ناساو في السابق ضمن الإمبراطورية الرومانية المقدسة، بحيث كان يرتبطها بـ القانون الساليك، وكانت لوكسمبورغ ضمن هذه الأراضي على عكس هولندا، مما أدى أنتقل العرش إليه بأنه كان أبن عم قريب لـ متوفي، وبذلك أصبح الدوق الأكبر للوكسمبورغ من 1890 حتى وفاته في 1905 وخلفه أبنه البكر غيلاوم الرابع.